# Coenraad Jacob Temminck
Coenraad Jacob Temminck (phát âm tiếng Hà Lan: [ˈkunraːt ˈjaːkɔp ˈtɛmɪŋk]; 31 tháng 3 năm 1778 – 30 tháng 1, 1858) là một nhà động vật học, phụ trách bảo tàng thuộc tầng lớp quý tộc người Hà Lan.

## Loài được đặt tên dựa theo Temminck
Một số lượng lớn loài được đặt tên dựa theo Temminck vào thế kỷ 19. Trong số đó vẫn còn được sử dụng:
- Cá mập và cá:
  - Broadfin shark Lamiopsis temminckii
  - Kissing gourami Helostoma temminckii
  - Goldribbon soapfish Aulacocephalus temminckii
  - Ancistrus temminckii (a catfish)
  - Ditrema temminckii (a surfperch)
  - Samoan silverside Hypoatherina temminckii
  - Dark chub Zacco temminckii (a carp)
  - Threadfin wrasse Cirrhilabrus temminckii
- Bò sát:
  - Alligator snapping turtle Macrochelys temminckii
  - Sphenomorphus temmincki (a skink)
- Chim:
  - Temminck's cormorant Phalacrocorax capillatus
  - Temminck's tragopan Tragopan temminckii
  - Temminck's courser Cursorius temminckii
  - Temminck's stint Calidris temminckii
  - Malaysian eared nightjar Eurostopodus temminckii
  - Purple-winged roller Coracias temminckii
  - Temminck's hornbill Penelopides exarhatus
  - Ochre-collared piculet Picumnus temminckii
  - Sulawesi pygmy woodpecker Dendrocopos temminckii
  - Temminck's fruit-dove Ptilinopus porphyreus
  - Cerulean cuckooshrike Coracina temminckii
  - Australian logrunner Orthonyx temminckii
  - Temminck's sunbird Aethopyga temminckii
  - Temminck's lark Eremophila bilopha
  - Temminck's babbler Pellorneum pyrrhogenys
  - Temminck's seedeater Sporophila falcirostris
- Thú:
  - Temminck's pangolin Manis temminckii
  - Temminck's mole Mogera wogura
  - Temminck's golden cat Catopuma temminckii
  - Dwarf dog-faced bat Molossops temminckii
  - Temminck's flying fox Pteropus temminckii
  - Temminck's tailless fruit bat Megaerops ecaudatus
  - Temminck's red colobus Pilocolobus badius temminckii (subspecies)
  - Temminck's giant squirrel Epixerus ebii
  - Temminck's flying squirrel Petinomys setosus